# Tauno Kovanen
Tauno Kovanen (Kuru, 20 giugno 1917 – Lahti, 9 febbraio 1986) è stato un lottatore finlandese, specializzato nella lotta greco-romana.

## Palmarès

### Olimpiadi
- Bronzo a Helsinki 1952 nella lotta greco-romana, pesi massimi.